# 范慎
范慎（？—273年），字孝敬，廣陵（郡治今江蘇省揚州市）人，三國时期孫吳後期重臣，官至太尉。

## 生平
黃龍元年（229年），孫權稱帝，立長子孫登為皇太子，范慎被選置在東宮為臣，與諸葛恪、張休、顧譚、陳表、謝景、刁玄、羊衜等人一同輔佐太子，頗受孫登信任。
241年孫登逝世後，范慎被任為侍中，先後歷孫權、孫亮、孫休、孫皓四朝，其間出任武昌（今湖北省鄂州市）左部督，以治軍嚴整知名。
甘露元年（265年）九月，吳主孫皓將都城遷到武昌，對范慎非常敬畏。後於建衡三年（271年）下詔拜范慎為太尉，
鳳凰二年（273年，一說鳳凰三年）逝世，子范耀嗣。曾著有《矯非》二十篇。

## 人物

### 性格
- 范慎才華出眾，親近良友，對賞識自己的君主竭盡忠心，很受當時人們的敬重。[9]晚年更以威嚴持重為人所知，曾使吳帝孫皓心存忌憚。

### 逸聞
- 諸葛恪向孫權進獻良馬時，先在馬耳上作記號。范慎見到後，取笑諸葛恪說：“馬雖然是牲畜，但也是上天賦予的性命，如今你損傷它的耳朵，難道不是有違仁嗎？”被諸葛恪以母親為女兒打耳洞的例子相駁。[10]
- 范慎治軍多年，深受將士愛戴，後來以年老請還，離開時，全軍將士揮淚送別。[11]

## 家庭

### 子嗣
- 范耀，范慎子，事蹟不詳。
- 范姬，范慎女，孫奇妻。[12]

## 評價
- 孫登：“范慎、华融矫矫壮节，有国士之风。”（《三國志·吳書·吳主五子傳第十四》）
- 胡綜：“究學甄微，游夏同科，則範慎。”（《三國志·吳書·吳主五子傳第十四》裴松之注引《江表傳》）
- 羊衜：“孝敬深而狭。”（《三國志·吳書·吳主五子傳第十四》裴松之注引《江表傳》）
- 孫皓詔曰：“慎勛德俱茂，朕所敬憑，宜登上公，以副眾望。”（《三國志·吳書·三嗣主傳第三》裴松之注引《吳錄》）
- 陸機：“大司馬陸公以文武熙朝，左丞相陸凱以謇諤盡規，而施績、範慎以威重顯，丁奉、鐘離斐以武毅稱，孟宗、丁固之徒為公卿，樓玄、賀劭之屬掌機事，元首雖病，股肱猶良。”（《三國志·吳書·三嗣主傳第三》裴松之注引《辨亡論》）
- 陸機：“自太尉范慎、謝景、楊鑒之徒，皆以秀稱其名，而悉在譚下。”（《三國志·吳書·張顧諸葛步傳第六》裴松之注引陸機《顧譚傳》）

## 范顺
《隋书·卷三十二·志第二十七·经籍一》记载“《尚书义》二卷，吴太尉范顺问，刘毅答。亡。”吴太尉范顺或为范慎。